# 양갱

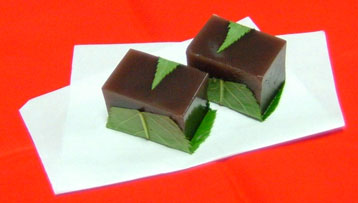
양갱

양갱(羊羹)은 팥을 삶아 체에 거르고 설탕, 밀가루, 한천 등을 섞어 틀에 넣고 쪄서 만든 음식이다. 일본에서 화과자 중 하나로 취급된다.
양갱은 당도가 매우 높기 때문에 보존성이 높고, 적절한 상태로 보존하면 상온에서 1년 이상의 장기 보존이 가능한 것이 많다. 이 특징을 살려 일본에서는 비상식량, 보존식으로도 판매되고 있는 것도 있다. 또한 당도가 높아 소량으로도 고칼로리이며 체내에서 바로 에너지로 변환된다는 점에서 스포츠 보급식으로도 주목받고 있다.

## 역사

### 중국 대륙의 양갱
기원이 된 "양갱(羊羹)"은 원래 중국 대륙의 요리 이름으로, 양(羊)은 동물 양, 갱(羹)은 국물류를 의미하며, 즉, 양고기를 끓인 국을 의미한다. 또는 중국의 후이족이 양의 피를 굳힌 것(선지)로 국을 끓였다는 이야기도 있다. 남북조시대에 북위의 포로가 된 모수지(毛脩之)가 '양갱'을 만들었더니 태무제가 기뻐했다는 기사가 송서에 보이나, 이는 본래 의미인 양고기국으로 여겨지고 있다.
가마쿠라 시대부터 무로마치 시대까지의 선불교가 일본에 소개되었지만, 선종에서는 육식이 계율(오계)에 의해 금지되어 있기 때문에, 사찰음식으로서 양고기 대신 팥이나 밀가루, 칡가루 등을 사용한 것이 일본 양갱의 원형이 되었다고 추측한다. 일본에서 이 과자를 만들었을 때 '양고기 국처럼 맛이 최고다'라는 이유로 이 이름이 붙였다는 주장도 있다.

### 중세 시대
일본의 문헌에 있어서의 "양갱"의 초출은 무로마치 시대 전기(1300년대 후반)에 쓰여진 "정원 왕래"의 "점심"의 기사로 보고있다. 죽순이 들어간 것으로 여겨지는 "쟁(순)/箏（笋）양갱"과, 설탕 들어간 것으로 생각되는 "설탕 양갱(砂糖羊羹)"의 기재가 있다. 당시의 양갱은 즙과 함께 먹는 것이었다. 1504년경 무가의 작법서 "식물복용지권(食物服用之巻)"를 보면, 양갱의 솥에서 즙과 건더기가 따로 따로 되어 있어, 그 후 연회에서의 요리의 일품, 그리고 과자로 변화해 가는 가운데 즙을 겸하지 않게 된 것으로 추측한다.
오나리(御成, 고위신분의 사람들이 외출하는 것) 식단에도 양갱이 등장한다. 오나리의 식단기록을 에도시대에 기록한 「선부방기록(膳部方記録)」을 보면, 이 때의 양갱의 재료에는 생콩(팥으로 추측한다)의 가루, 밀가루, 칡가루를 반죽한 것이 사용되고 있어, 참마나 호두등을 넣어 찐다고 기재되어 있다. 설탕이나 즙의 유무에 대해서는 기재가 없다.
1500년대 중반 다도가 성행하자 양갱은 '과자'로 다회에서 제공하게 된다. 다만, 당시의 다과회에서는 단 것 이외에 술안주도 나와 있어, 현재 생각되는 단 양갱이었다고는 단언할 수 없다.

### 근세 시대
에도 시대 초반에 발행된 『일포사서(日葡辭書)』에는 ‘갱(羹, カン)’, ‘양갱(羊羹)’, ‘설탕 양갱(砂糖羊羹)’이 기록되어 있으며, “갱”은 “콩이나 밀과 조당(흑설탕) 또는 설탕 과로 만드는, 일본의 단 과자의 일종”, “양갱”은 “콩에 흑설탕 또는 설탕을 섞어, 반죽으로 만든 음식”, “설탕 양갱”은 “콩과 설탕으로 만든, 달콤한 판과자(양갱)의 일종”이라고 기재되어 있다. 이로 보아 기재되어 있는 양갱과 설탕 양갱은 모두 밀가루를 사용하여 찐 과자이며, 양갱은 흑설탕, 설탕 양갱은 상등한 백설탕을 사용했을 것으로 추측된다.
에도 시대에는 찐 반죽을 절구로 반죽하여 성형하는 제법과 틀(상자)에 반죽을 흘려 넣어 찌는 제법의 2종류의 제법이 있었다. 도라야 문고(虎屋文庫) 『요칸(ようかん)』에서는 무로마치 중기의 무가 고실서 삼의일통대쌍지(三議一統大双紙)』에 그려져 있는 쓰하마(州浜)형의 것이 양갱일 가능성이 있다고 하며, 전자가 찐 반죽을 성형하는 오래된 제법에 비해, 후자의 찌기만 하는 제법은 간이한 제법으로서 나중에 고안된 것이 아닐까 고찰하고 있다. 현재 양갱의 이미지에 가까운 직육면체 양갱이 그려진 가장 오래된 사료는 1688년의 『정훈왕래도찬(庭訓往来図讃)』이다.
이 시기까지의 양갱은 현재의 증양갱(蒸し羊羹)이었으나, 18세기 후반에 한천을 이용한 연양갱(煉羊羹)이 등장한다. 관정(1789년-1801년)의 초기에 에도혼초(江戸本町)의 「베니코야시즈미가쿠(紅谷志津磨)」라고 하는 가게가 고안했다고 하는 설이나, 키타로(喜太郎)라는 인물이 니혼바시에서 판매했다고 하는 설이 유명하지만, 마에다 하루나가의 『대양공일기(大梁公日記)』의 1773년 10월 12일 조에 「네리야우칸(ねりやうかん)」을 먹었다는 기재가 있어, 탄생은 더욱 거슬러 올라간다.
식감이 좋고 오래 보존할 수도 있는 연양갱은 에도에서 인기를 얻어, 수십 년 안에 지방의 과자점에도 제법이 퍼졌다. 1841년의 과자제법서 『과자 이야기 후나바시(菓子話船橋)』나 1849년의 『국가명물목록(諸国名物一覧)』의 기재로부터, 1800년대 중반에는 증양갱을 대신하여 연양갱이 주류가 되기 시작하고 있었다고 추측한다. 소재나 제법의 바리에이션도 늘어나, 유자나 귤이나 참깨를 재료로 한 것 등이 등장했다.

### 근대 시대
메이지 시대에 들어서면서, 국내의 산업 발전 촉진의 흐름 속에서 양갱도 제조 과정의 개량이나 상품의 다양화가 진행되었다. 또, 교통망의 발달에 의해서 관광객이 증가로 각지에서 기념품 과자가 고안되어, 메이지에서 쇼와 시대에 걸쳐 각 지역별로 특색있는 양갱이 만들어져 정착해 갔다.
특수한 포장·용도로는 고무풍선 안에 채운 옥양갱(玉羊羹)이 1937년에 등장하였다. 이것은 당시, 전장의 병사에게 보내는 위문용 과자로서 후쿠시마현 니혼마츠시(二本松市)의 화과자점 「타마시마야(玉嶋屋)」가 일본 육군으로부터의 지시에 의해 개발한 것이다. 그 밖에 청죽(푸른 대나무)을 사용한 물건이나 유사한 플라스틱제 물건, 종이 또는 플라스틱제 통형 용기(압출 용기), 간편 개봉 가능한 작은 종이 상자, 자른 양갱에 설탕을 묻혀 사탕형 패키지로 만든 것 등도 다양해지고 있다.
현재는, 이 밖에도 여러 식품이 첨가된 양갱이 각지 특산품이나 차에 곁들여 내는 과자로서 사랑받고 있다. 또, 고칼로리인 것을 살려, 스포츠 용도의 영양 보급 식품 등으로도 활용된다.

### 한국
한국에서는 구한말과 일제강점기에 걸쳐 일본에서 연양갱이 들어온 것이 그대로 정착하였다. 1945년 광복후 일본인이 운영하다 버려진 양갱 공장을 인수하여 창업한 해태제과에서 연양갱을 자체 제조하기 시작하면서 현재에 이르고 있다. 2024년 2월에는 가수 비비가 밤양갱이라는 제목의 노래를 부르기도 했다.

## 종류
일본에서는 양갱은 만드는 방법에 따라 다음과 같은 종류로 나뉜다.
- 무시요칸(蒸し羊羹, 증양갱)

초기에 나온 양갱으로 팥과 녹말(밀가루 또는 쌀가루)를 탄력이 생길때까지 개어서 설탕을 섞고 쪄서 만든다. 수분이 많고 당분이 적어서 유통기한이 짧은 편이다.
- 네리요칸(練り羊羹, 연양갱)

설탕과 한천과 팥을 섞어 잘 개어가며 졸인 후 틀에 넣어 굳혀 만든다. 수분이 증양갱보다 적고 당도가 높아 유통기한이 길다. 오늘날 양갱하면 이 연양갱을 가리킨다. 한국에서는 거의가 이 양갱으로 판매되고 있다.
- 미즈요칸(水羊羹, 수양갱)

연양갱과 제법 동일하나 수분과 염분이 많고 설탕량이 적다. 물에 한천을 녹인 후 설탕과 팥을 섞은 후 굳혀서 만든다. 먹기 전에 차갑게 식혀서 먹는다.

## 양갱의 주요 재료

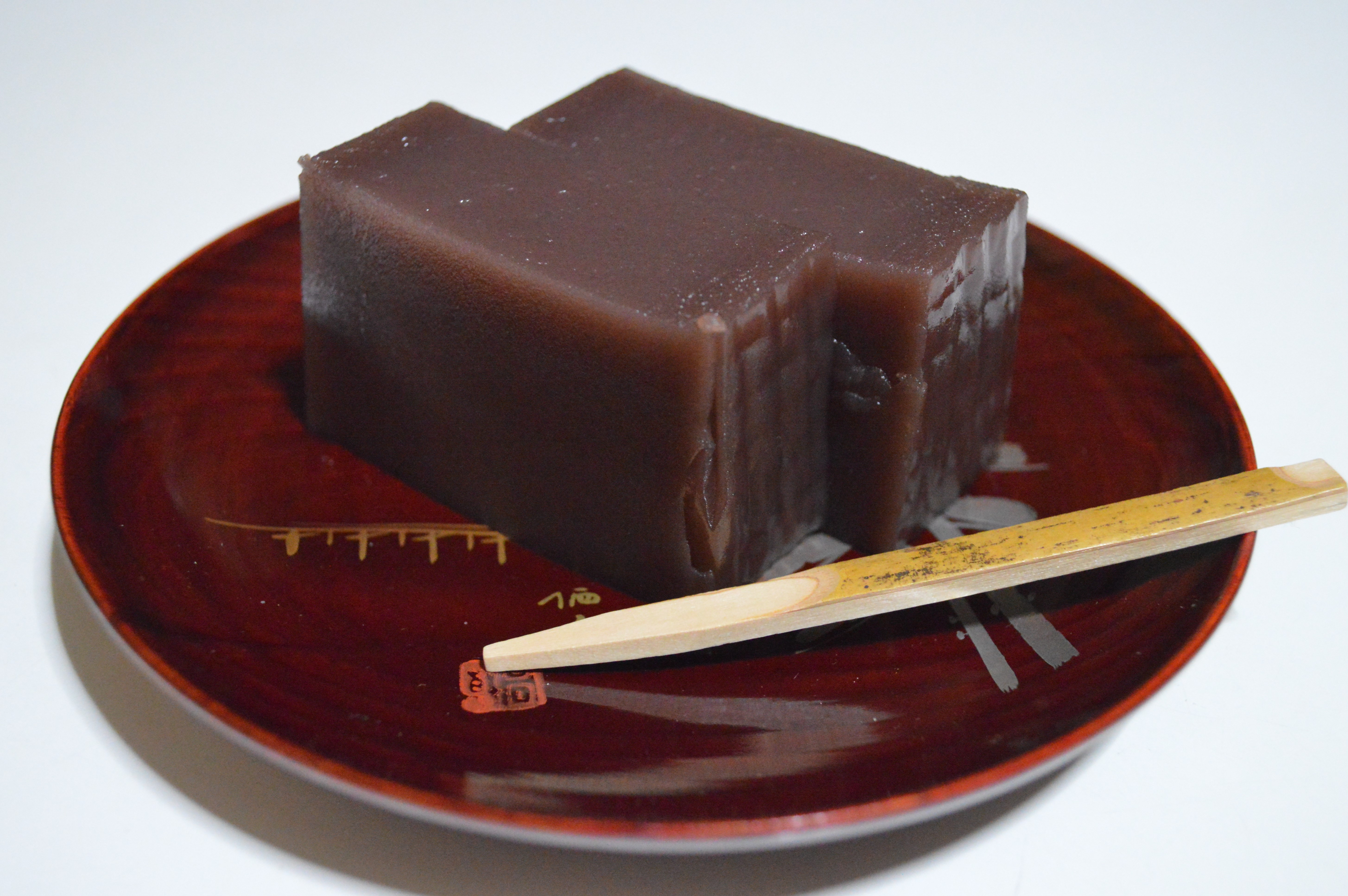
팥양갱

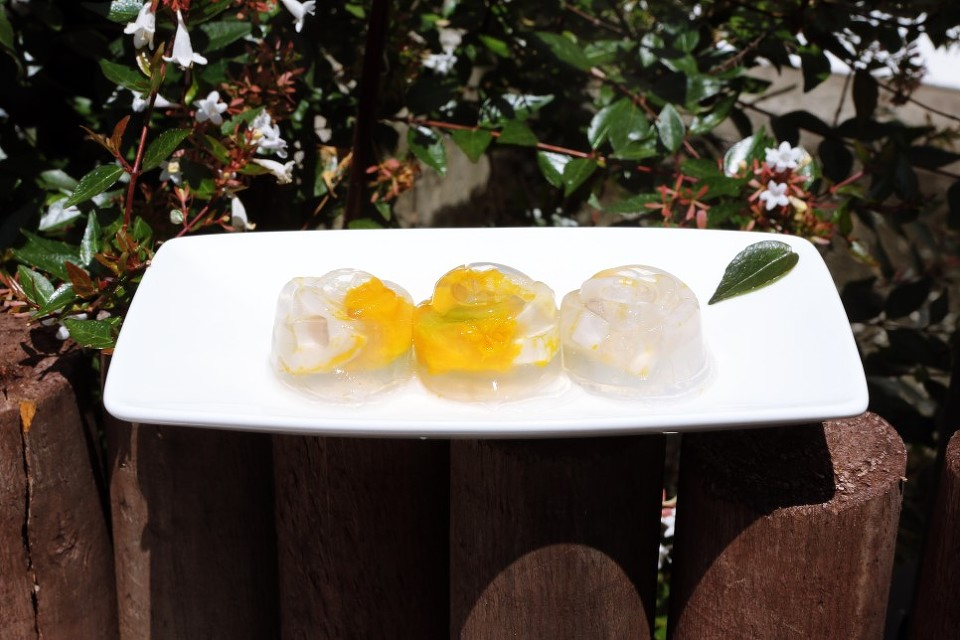
단호박산약양갱

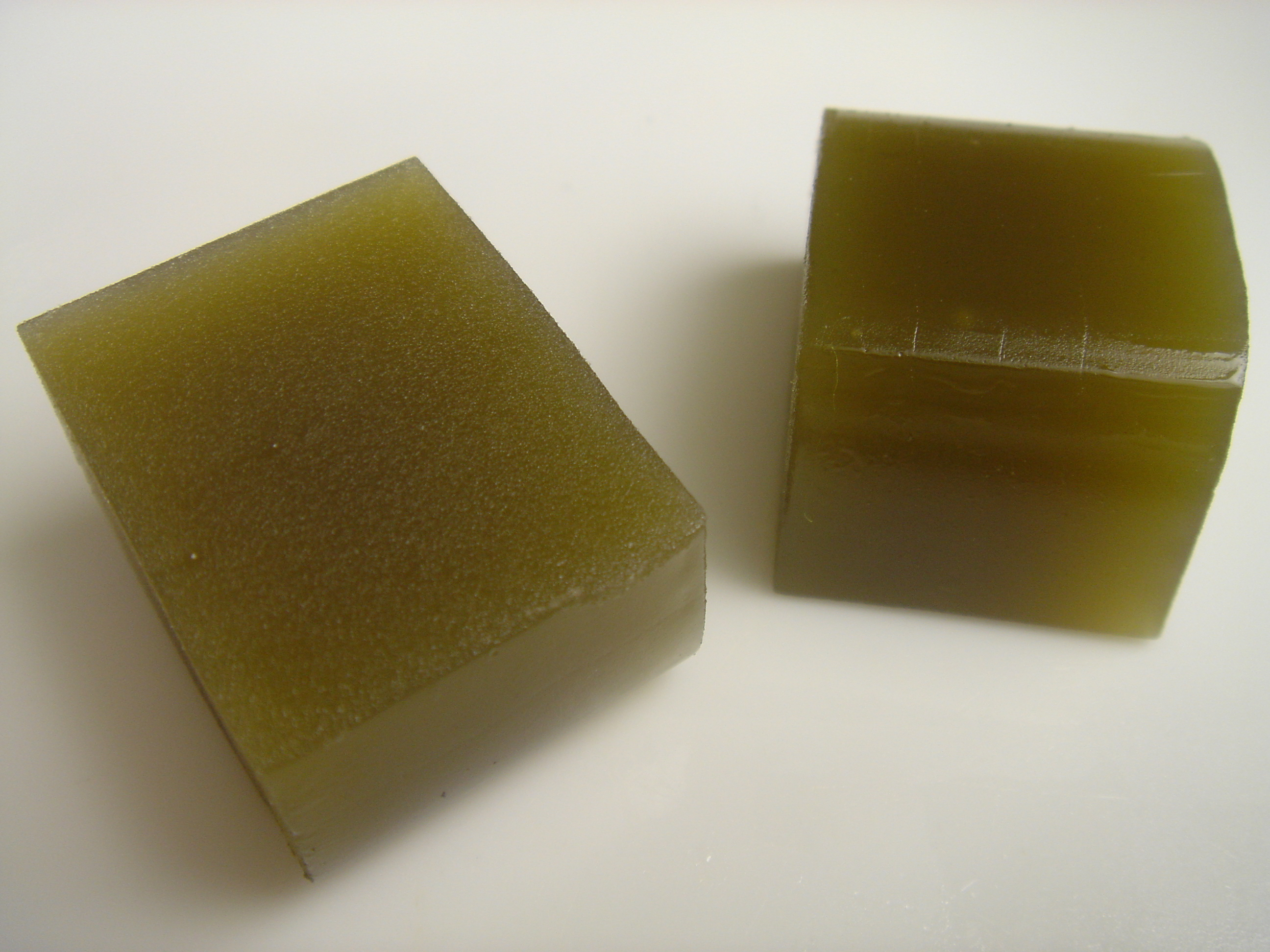
녹차 양갱

- 팥 - 팥소 앙금으로 만드는 것 외에 식감을 즐기기 위해 통 그대로 섞는 경우도 있다.  다이나곤(大納言) 팥의 꿀을 섞은 연양갱을 오구라 양갱(小倉羊羹)이라고 한다.
- 녹차 - 말차 등을 흰 앙금에 반죽한 것.
- 홍차'- 홍차를 흰 앙금에 반죽한 것.
- 커피- 커피를 흰 앙금에 반죽한 것.
- 시로미소(白みそ)- 시로미소를 흰 앙금에 반죽한 것.
- 흰강낭콩 - 흰 팥소으로 양갱에 사용하면 흰색의 양갱이 된다. 식홍(食紅, 홍색 식용색소)로 일부를 착색한 홍백 양갱은 엔기모노(縁起物)로 정월 등 특별한 행사의 과자로 이용하는 경우가 있다.
- 긴토키마메(金時豆) - 콩의 질 자체는 흰강낭콩과 같은 흰 팥소이지만 껍질에 색소가 있기 때문에 착색한다. 팥소의 연한 색으로 완성된다. 이 콩만으로 마무리한 양갱도 있다.(홋카이도 에사시초 고캇테야 양갱 등)
- 밤 - 찐 밤이나, 아마다키(甘露煮, 설탕 등을 넣고 달게 조린 것)으로 조린 밤을, 통상의 팥양갱에 섞거나, (고구마 양갱과 같이) 밤 그 자체를 으깨어 앙금으로 만든 것으로 나눌수 있다. 전자는 전국에서 만들어져 있으며 연양갱과 증양갱의 유형이 많다.  후자는 나가노현 등 밤의 산지에서 만들어져 있다.
- 호두
- 깨
- 고구마 - 고구마 양갱.
- 감자
- 호박
- 감 - 감으로 만든 잼을 그대로 한천에서 굳히는 방법과 흰 팥소에 섞어 굳히는 방법이 있다.
- 무화과
- 박하 - 향료로서.
- 소금 - 소금 양갱(塩羊羹).
- 머위를 사용한 양갱도 있다.

또한, 양갱에는 여기에 열거 된 것 이외의 여러가지 식품을 섞는 경우도 있다.  (아스파라거스 등의 야채, 사과 등의 과일 등)

## 만드는 법
양갱은 굳이 팥만으로 만들지 않고 기호에 따라 팥 대신 고구마, 완두콩, 녹두 등으로 대체하기도 한다.

### 재료
- 팥 320g, 물 200g, 설탕 35g, 물엿 20g, 밤 70g, 한천가루 10g

### 조리법
1. 한천가루를 물과 함께 냄비에 넣고 15분간 불린다.
2. 중불에 가열해 한천가루가 녹으면 설탕을 넣는다.
3. 팥소를 넣어 잘 풀어준다.
4. 10분간 눌러붙지 않게 젓고 물엿을 푼다.
5. 틀에 밤을 넣고 양갱액을 넣고 굳힌다.
6. 다 굳으면 먹기 좋게 자른 후 먹는다.

## 같이 보기
- 젤리

### 주해
1. ↑  갱(羹)의 일본어 발음은 한음으로는 고우(こう)/가우(かう), 당음으로는 간(かん)으로 불린다.[4]
2. ↑  양갱의 발상으로서 1589년(덴쇼 17년)에 야마시로국 후시미 쿠고(九郷)의 쓰루야의 5대째 오카모토 젠우에몬(岡本善右衛門)이 도요토미 히데요시에 헌상했다고 하는 설[15]도 있지만, 명확한 사료는 없다.
3. ↑  「베니코야시즈미가쿠」설은 1830년간의 수필 『희유소람(嬉遊笑覧)』, 키타로설은 『북월설보(北越雪譜)』나 1846년간의 야마도쿄전 『거미의 실타래(蜘蛛の糸巻)』에서 볼 수 있다. 「베니코야시즈미가쿠」와 키타로는 동일하다고도 여겨진다.[17]

### 인용문
1. ↑  “ようかん変身新商品”. 《asahi.com》 (朝日新聞社). 2011년 10월 6일. 2011年10月12日에 원본 문서에서 보존된 문서. 糖度が約70度と高いため、腐りにくく、かつて賞味期限を2年と表示した時期もあった。ただ、期間が長いと防腐剤を使っていると誤解を受けやすいことを危惧して、業界にはあえて期間を短く表示する傾向もある。
2. ↑  “防災のプロが教える! オススメ非常食と“備え”の極意”. 日本ユニシス. 2019년 11월 13일. 2021년 8월 28일에 확인함. 다음 글자 무시됨: ‘和書’ (도움말);
3. ↑  走ろう！com 2022年8月7日閲覧
4. ↑  山田孝雄 (1940). 《国語の中に於ける漢語の研究》. 宝文館. 168쪽. 다음 글자 무시됨: ‘和書
’ (도움말)
5. ↑  新星出版社編集部 (2009). 《和菓子と日本茶の教科書》. 新星出版社. 82쪽. ISBN 978-4405091726. 다음 글자 무시됨: ‘和書’ (도움말)
6. ↑  감각 디저트 3: 일본의 밤을 넣은 양갱
7. ↑  『宋書』毛脩之列伝「脩之嘗為羊羹、以薦虜尚書。尚書以為絶味、献之於燾。燾大喜、以脩之為太官令。」
8. ↑  김학민 (2003년 1월 29일). “양갱 속엔 양이 없다”. 한겨레21. 2021년 3월 19일에 확인함.
9. ↑  虎屋文庫 2019a, 40쪽.
10. ↑  虎屋文庫 2019a, 43쪽.
11. ↑  虎屋文庫 2019b, 2쪽.
12. ↑  虎屋文庫 2019b, 9쪽.
13. ↑  虎屋文庫 2019a, 45–46쪽.
14. ↑  虎屋文庫 2019a, 47–49쪽.
15. ↑  日本大百科全書 「羊かん」
16. ↑  虎屋文庫 2019a, 50–51쪽.
17. 1 2  虎屋文庫 2019a, 51–52쪽.
18. ↑  虎屋文庫 2019a, 56–57쪽.
19. ↑  虎屋文庫「史料に見る煉羊羹・蒸羊羹の呼称について」、虎屋文庫『和菓子』第20号、2013年、p50。
20. ↑  虎屋文庫 2019a, 67–68쪽.
21. ↑  虎屋文庫 2019a, 71쪽.

## 참고 문헌
- 승려들의 양갱 섭취
- 아사노 가나, 김온. 〈요우칸〉. 《세계 음식명 백과》. 마로니에북스.
- 이 문서에는 다음커뮤니케이션(현 카카오)에서 GFDL 또는 CC-SA 라이선스로 배포한 글로벌 세계대백과사전의 내용을 기초로 작성된 글이 포함되어 있습니다.